# Zespół ogólnoustrojowej reakcji zapalnej
Zespół ogólnoustrojowej reakcji zapalnej, SIRS (akronim od ang. systemic inflammatory response syndrome) – niespecyficzny, czyli mający różne przyczyny, uogólniony (obejmujący wiele układów organizmu) proces zapalny.

## Kryteria diagnostyczne
Rozpoznaje się go, gdy u chorego występują co najmniej dwa z następujących objawów:
- czynność serca powyżej 90 uderzeń na minutę
- temperatura ciała poniżej 36 °C lub powyżej 38 °C
- częstość oddechów spontanicznych powyżej 20 na minutę; w badaniu gazometrycznym krwi tętniczej PaCO2 poniżej 4,3 kPa (32 mmHg)
- liczba leukocytów we krwi poniżej 4000 komórek w mm³ lub powyżej 12000 komórek w mm³, lub obecność ponad 10% niedojrzałych granulocytów obojętnochłonnych.

Powyższe objawy wywołane są uwalnianiem cytokin i ich wpływem na poszczególne narządy i tkanki.

### Poszerzone kryteria SIRS
- temperatura ciała poniżej 36 °C lub powyżej 38 °C
- czynność serca powyżej 90 uderzeń na minutę
- częstość oddechów spontanicznych powyżej 20 na minutę (lub wentylacja mechaniczna)
- nagłe zmiany świadomości
- masywne obrzęki lub dodatni bilans rzędu >20 ml/kg m.c./dobę
- hiperglikemia przy braku współistnienia cukrzycy
- liczba leukocytów we krwi poniżej 4000 komórek w mm³ lub powyżej 12000 komórek w mm³
- obecność ponad 10% niedojrzałych granulocytów obojętnochłonnych
- CRP i prokalcytonina > 2 odchylenia standardowe powyżej normy
- wysycenie hemoglobiny tlenem <70% w badaniu mieszanej krwi żylnej
- wskaźnik sercowy >3,5 l/min/m²
- narastające objawy upośledzenia czynności narządów

## Przyczyny
Najczęstszymi sytuacjami, w których dochodzi do rozwoju SIRS, są:
- zakażenia, najczęściej bakteryjne, rzadziej grzybicze, wirusowe lub pasożytnicze
- rozległe urazy
- oparzenia
- ostre zapalenie trzustki
- rozległe zabiegi operacyjne i ich powikłania
- wpływ substancji chemicznych
- niedobory odporności, na przykład AIDS.

Jeśli zespół ogólnoustrojowej reakcji zapalnej jest wynikiem udokumentowanego lub podejrzewanego zakażenia, nazywa się go sepsą. W skrajnych przypadkach SIRS może doprowadzić do wstrząsu septycznego i niewydolności wielonarządowej.